# Exoprosopa bucharensis
Exoprosopa bucharensis är en tvåvingeart som beskrevs av Paramonov 1929. Exoprosopa bucharensis ingår i släktet Exoprosopa och familjen svävflugor. Inga underarter finns listade i Catalogue of Life.